# Procain benzilpenicilină
Procain benzilpenicilina sau penicilina G procainică este un antibiotic din clasa penicilinelor, derivat de la benzilpenicilină, utilizat în tratamentul unor infecții bacteriene. Printre acestea se numără: sifilisul, antraxul, infecțiile oro-faringiene, pneumonia, difteria și celulita. Calea de administrare disponibilă este intramusculară.
Se află pe lista medicamentelor esențiale ale Organizației Mondiale a Sănătății.

## Reacții adverse
Printre reacțiile adverse se numără reacțiile alergice (inclusiv anafilaxie), durerea și inflamația la locul administrării. Tratamentul nu este recomandat pacienților cu un istoric de alergie la peniciline sau la procaină.